# Pinchas Sapir

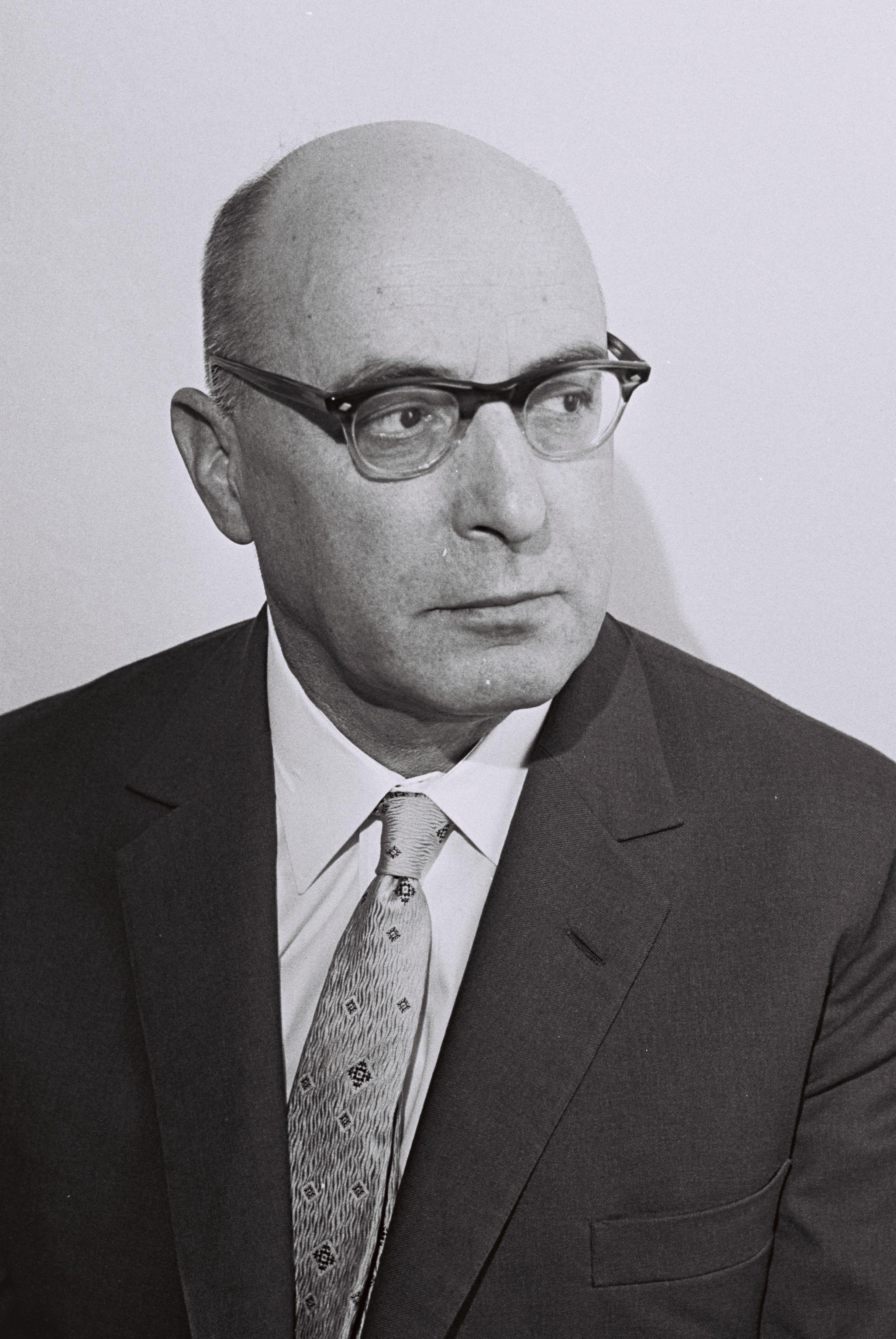
Pinchas Sapir, 1960

Pinchas Sapir (hebräisch פִּנְחָס סַפִּיר Pinchas Sappīr, ursprünglich Pinchas Kozłowski ; * 15. Oktober 1906 in Suwałki, Russisch-Polen; † 12. August 1975 im Moschaw Nevatim in Israel) war ein einflussreicher israelischer Politiker der Arbeitspartei. Er war zwischen 1955 und 1972 Finanzminister, Handels- und Industrieminister, sowie Minister ohne Geschäftsbereich.

## Leben
Pinchas Kozłowski besuchte ein religiöses Gymnasium in Warschau und wurde zum Lehrer ausgebildet. Schon damals engagierte er sich im Hechaluz. Im Jahre 1929 wanderte er nach Palästina aus und ließ sich in Kfar Saba nieder, wo er in den Orangenplantagen und nachts als Buchhalter arbeitete und im Arbeiter- und Gemeinderat erstmals öffentlich in Erscheinung trat. Sapir gründete einen Kreditfonds und ein Wohnungsbauprojekt für jüdische Einwanderer. 
Als Mitglied der sozialistisch-zionistischen Arbeiterpartei Mifleget Poalei Eretz Israel (Mapai) setzte er sich für die Rechte der Arbeiter ein, organisierte Streiks und Demonstrationen und wurde wegen dieser Aktivitäten und Demonstrationen gegen die britische Herrschaft 1933 für vier Monate inhaftiert. Zwischen 1937 und 1947 diente er als Stellvertreter Levi Eschkols in der Wassergesellschaft Mekorot.
Im israelischen Unabhängigkeitskrieg 1948 war Sapir als Oberstleutnant für die Versorgung der Truppen verantwortlich und reiste in dieser Funktion auch ins Ausland, wo er auch später immer wieder erfolgreich als Spendensammler fungierte.
Nach dem Krieg war Sapir Generaldirektor erst des Verteidigungs-, später des Finanzministeriums. Seinen ersten Ministerposten bekam er 1955, in der 7. Regierungskoalition, als Handels- und Industrieminister. 1959 wurde er für die Mapai in die Knesset gewählt, deren Abgeordneter er bis zu seinem Tod war. Als Eschkol 1963 Ministerpräsident geworden war, ernannte er Sapir zum Finanzminister, eine Stellung, die er mit Unterbrechungen bis 1974 ausübte, zwischenzeitlich war er auch wieder Handels- und Industrieminister sowie Minister ohne Geschäftsbereich. Nach seinem Ausscheiden aus dem Finanzministerium war er 1974–1975 Vorsitzender der Jewish Agency und der Zionistischen Weltorganisation (WZO).
Sapir war ein äußerst energiegeladener Politiker und hatte großen Einfluss auf die Entscheidung, Golda Meir zur Nachfolgerin Eschkols zu machen, und später auch Jitzchak Rabin zu ihrem Nachfolger. Als Finanzminister verfolgte er eine Politik des Staatsinterventionismus und wurde deshalb von Anhängern der Freien Marktwirtschaft kritisiert.
In Kfar Saba ist das Kulturzentrum und der umliegende Bezirk nach ihm benannt. Ebenso ist er der Namensgeber des Sapir College, welches im Kreis Scha’ar HaNegev liegt, und des Sapir Business and Technology Park in Netanja.